# Крайль, Карл
Карл Крайль (нем. Karl Kreil; 4 ноября 1798 — 21 декабря 1862) — австрийский астроном и метеоролог.
Один из первых членов Венской Императорской академии наук (1847).
Директор астрономической обсерватории в Праге (1845—1851), а с 1851 — директор центральной метеорологической и магнитной станции в Вене, им же организованной. Крейлю принадлежат обширные работы по земному магнетизму, плод многолетних наблюдений в Милане, Праге и Вене. Эти работы были опубликованы в «Effemeridi astronomiche» (Милан, 1834), в «Magnet. und Meteorol. Beobachtungen» (Прага, 1839—1850) и в ежегоднике Венской центральной станции (1854—1861). Кроме многих статей в «Annalen der Physik und Chemie» Поггендорфа и изданиях Венской академии наук изданы отдельно: «Über die Natur und Bewegung der Kometen» (1843); «Magnet. und geograph. Ortsbestimmung im österreichischen Kaiserstaate» (Вена, 1846—1851) и некоторые другие.